# Atanasio Die
Atanasio Die Marín (1947- Orihuela, 3 de febrero de 2017) fue un escritor y dramaturgo español. 

## Biografía
Die adquirió conocimientos en el Teatro Independiente de Madrid. Fue fundador y director del Teatro Expresión de Orihuela y llevó a escena más 60 obras propias. Las más destacadas fueron las obras relativas a Miguel Hernández –como ‘La maleta de Miguel’ que se representó en la última Feria Internacional de Turismo (Fitur)-  o a la figura de La Armengola como ‘El cuento de la Armengola’. También fue autor de las obras de teatro Annie o La Puerta de la traición y, como director, llevó a escena la representación de La Diablesa y el fantasma de Fray Nicolás de Bussy, Semen-terio o El almendro de plata.
Como escritor, debutó en 1999 Teatro de Atanasio al que le siguieron Kokonimó (2004), una selección de cuentos fantásticos que tenían como escenario las calles de Orihuela, Versos para un amor verdadero (2006) o Diario de una piel indefensa. 
Obtuvo varios premios como el de la crítica en la II Muestra de Teatro Provincial de Alicante en 1979 por Somos un pueblo que sueña.
Die falleció el 3 de febrero de 2017, producto de un infarto. Tras su muerte, el Ayuntamiento de Orihuela aprobó por unanimidad cambiar la denominación de Teatro Circo por Teatro Circo Atanasio Die.